# Teteltitla
Teteltitla är en ort i Mexiko.   Den ligger i kommunen Chilchotla och delstaten Puebla, i den sydöstra delen av landet, 210 km öster om huvudstaden Mexico City. Teteltitla ligger 2 168 meter över havet och antalet invånare är 227.
Terrängen runt Teteltitla är bergig norrut, men söderut är den kuperad. Runt Teteltitla är det ganska tätbefolkat, med 65 invånare per kvadratkilometer. Närmaste större samhälle är Rafael J. García, 1,1 km väster om Teteltitla. I omgivningarna runt Teteltitla växer i huvudsak blandskog.